# 홀리데이 쾌속 오쿠타마
홀리데이 쾌속 오쿠타마(일본어: ホリデー快速おくたま, ほりでーかいそくおくたま)는 동일본 여객철도 주오 본선(쾌속 열차가 운행하는 구간)의 신주쿠(상행선은 도쿄까지 운행함)에서 오메 선의 오쿠타마까지 운행하는 홀리데이 쾌속 열차이다.
아울러 이 문서에는 이 열차와 관련된 열차들에 대한 내용도 언급한다.
- 아키가와(일본어: あきがわ, あきがわ) : 주오 본선(쾌속 열차가 운행하는 구간)의 신주쿠(상행선은 도쿄까지 운행함)에서 이쓰카이치 선의 무사시이쓰카이치까지 운행. 폐지
- 미타케 호(일본어: みたけ号, みたけごう) : 신주쿠에서 미타케까지 운행(2001년까지 운행했음.).
- 오쿠타마 하이킹 호(일본어: おくたまハイキング号, おくたまハイキングごう) : 지바에서 오쿠타마까지 운행.
- 아키가와 하이킹 호(일본어: あきがわハイキング号, あきがわハイキングごう) : 지바에서 무사시이쓰카이치까지 운행.

## 개요
이전에 임시열차로 운행했던 것을 1990년 10월부터 주말 및 공휴일에만 운행하는 홀리데이 쾌속열차로 본격적인 운행을 실시하였다. 기본적으로 홀리데이 쾌속 오쿠타마/아키가와 호(ホリデー快速おくたま・あきがわ)로 표기하여 운행한다.
운행 편수로는 3번 왕복 운행되고 있다. 운행상의 종별은 특별 쾌속이며, 역 구내 안내방송이나 타는 곳에 있는 안내 전광판에는 홀리데이 쾌속 오쿠타마/아키가와 호로 안내된다. 신주쿠 역에서 하이지마역까지는 오쿠타마 호와 아키가와 호가 연결해서 운행하다가 하이지마 역에서 분리 과정을 거쳐서 마지막역까지 운행한다. 그렇기 때문에 차량안내방송의 경우 분리되기 전에는 홀리데이 쾌속 오쿠타마/아키가와 호로 안내되다가 분리된 후에 아키가와 호는 각역정차로 안내된다.(단, 종별을 나타내는 전광판에는 아키가와 호로 표기된다.)
101계로 운행했을 당시에는 상행선 열차가 신주쿠에 도착한 후에 회송 열차로 전환하였지만, 201계로 운행하고나서부터는 도쿄까지 운행하거나 도쿄에서 출발하는 쾌속 열차들을 받쳐주는 형태로 운행하고 있다.
단지, 아침에 신주쿠까지 갈 때는 신주쿠행으로 표기하여 운행한다.
2009년 3월 14일부터 상행선 열차는 도쿄까지 운행하는 것으로 운행시각표가 개정되었다.

## 차량

### 오쿠타마/아키가와 호

#### 현재 운행중인 차량
- E233계 (6+4량 편성, 도요다 차량 센터 소속)
  - 2007년 3월 18일부터 운행에 투입되었다. 기본적으로는 오메 선 직결운행 주오 선 열차 중 하나이며, 오메 선에서의 경우에는 오메 특쾌보다 실질적으로 우선권이 있다. 단, 평일에 운행하는 신주쿠발 특별 쾌속 열차는 나카노역을 무정차 통과하나 이 열차는 나카노 역에 정차한다.
  - 하이지마 역에서 분리 및 결합의 과정을 거친다. 분리되기 전에는 10량 편성으로 운행하며, 분리된 후 아키가와 호는 4량, 오쿠타마 호는 6량으로 편성되어 운행한다.
  - 아키가와는 폐지 됐다.

#### 과거에 투입된 차량
- 201계

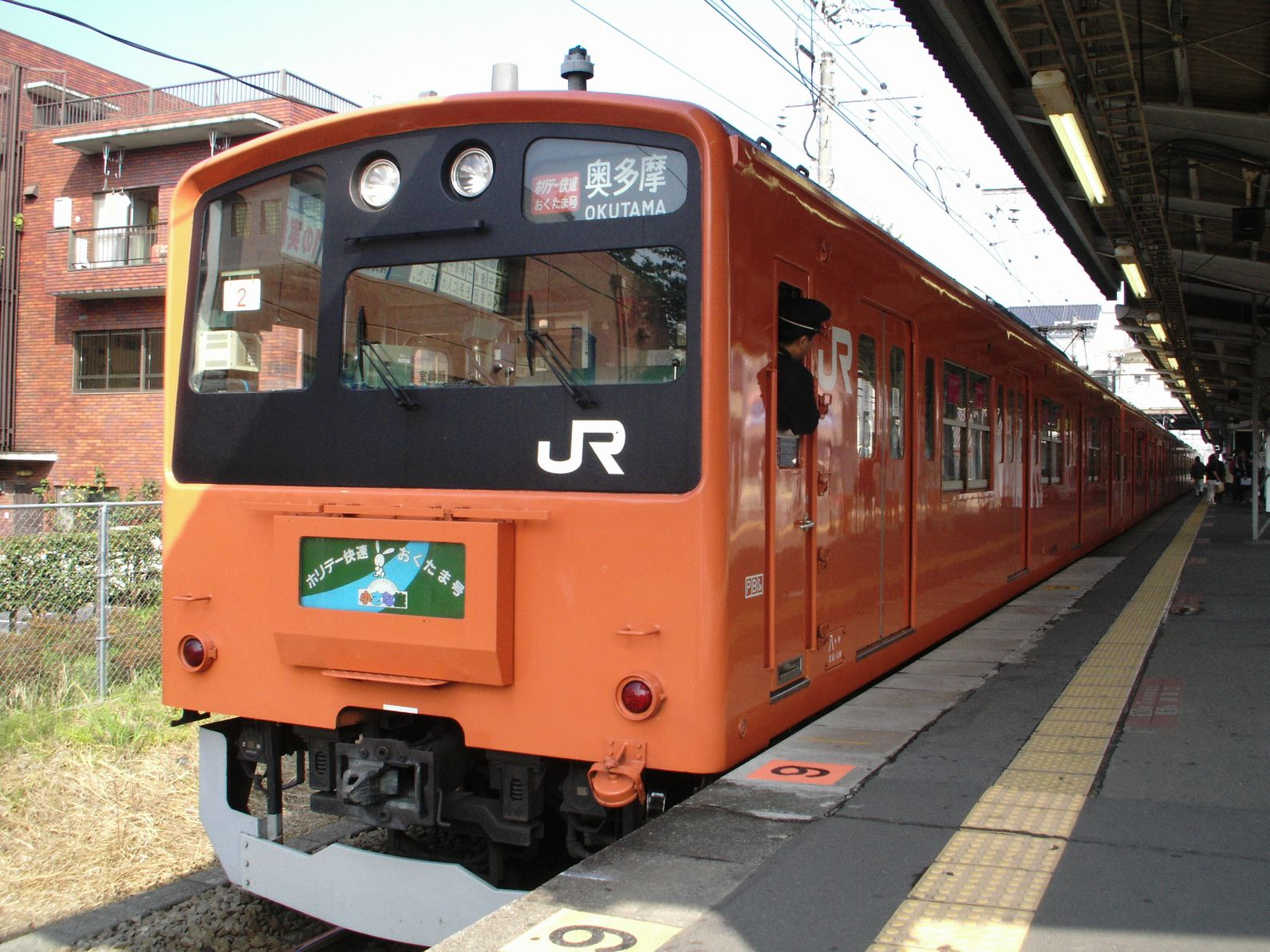
201계 열차 투입 시절

  - E233계 차량이 운행되기 전에 투입되었으며, 2007년 3월 18일부터는 6월 24일까지는 E233계와 공동 운행하였고 이후에도 가끔 투입된 적은 있었으나 2008년 3월 15일 이후에는 전혀 투입되지 않고 있다.
- 101계

### 지바 역 운행 오쿠타마 하이킹/아키가와 하이킹 호
- 초기에는 165계가 투입되었으나 후에 201계로 변경되었다.

## 정차역

### 오쿠타마 호
- (도쿄 - 간다 - 오차노미즈 - 요쓰야) - 신주쿠 - 나카노 - 미타카 - 고쿠분지 - 다치카와 - 하이지마 - 훗사 - 오메 - 미타케 - 오쿠타마
  - 괄호안에는 상행선만 해당.
  - 하무라 꽃과 물 축제(羽村花と水のまつり, 튤립 축제) 기간: 하무라역 정차
  - 오메 마라톤 대회(青梅マラソン大会), 시오부네 관음사 「진달래 축제」(塩船観音寺「つつじまつり」) 기간 : 가베역 정차
  - 요시노바이고우 매화 축제(요시노바이고우) 기간 : - 히나타와다역도 정차
  - 역에서 하이킹 개최시 : 고리역도 정차

### 아키가와 호
- 도쿄 및 신주쿠에서 하이지마까지는 오쿠타마 호와 연결 운행. 하이지마에서 무사시이쓰카이치까지는 모든 역에 정차.

## 연혁
- 1971년 7월 : 오쿠타마 호, 미타케 호, 아키가와 호 운행 시작.
  - 특별 쾌속으로 안내되었으며, 임시열차였기 때문에 동절기에는 운행하지 않았다. 처음에는 101계가 투입되었다.(103계가 투입된 적은 없다.)
  - 당시에는 오쿠타마 호와 미타케 호가 2번 왕복, 아키가와 호는 4번 왕복 운행되었다.
- 1983년 10월 : 201계 열차 투입.
- 1984년 2월 : 101계 퇴역. 전부 201계로 전환.
- 1985년 : 오쿠타마 호 증편. 미타케 호는 상행선 1편으로 운행횟수 감편.
- 1988년 : 지바에서 운행하는 오쿠타마 하이킹/아키가와 하이킹 호 열차 운행 실시. 지바에서 오차노미즈 구간의 정차역은 이나게, 쓰다누마, 후나바시, 이차카와, 고이와・긴시초, 아키하바라였으며, 지바에서 긴시초까지는 소부 쾌속선의 선로로 운행하였다.
- 1990년 10월 : 홀리데이 쾌속으로 본격적인 운행 실시.
- 2001년 12월 1일 : 미타케 호 운행 종료. 오쿠타마/아키가와 호의 운행편수가 3번 왕복으로 감편. 주말과 휴일에 정기적인 운행 실시.
- 2007년 3월 18일 : E233계 투입.
- 2007년 6월 24일 : 201계 열차 운행 종료(이후에도 가끔 투입되었으나 2008년 3월에 완전 퇴역.)
- 2009년 3월 14일 : 상행선에 한해 도쿄까지 운행.(하행선은 신주쿠에서 출발)
- 2015년 4월 8일 도쿄부터 오쿠타마까지 쾌속열차로 운행